# 克魯姆岩
62°38′53.1″S 60°20′43.4″W / 62.648083°S 60.345389°W

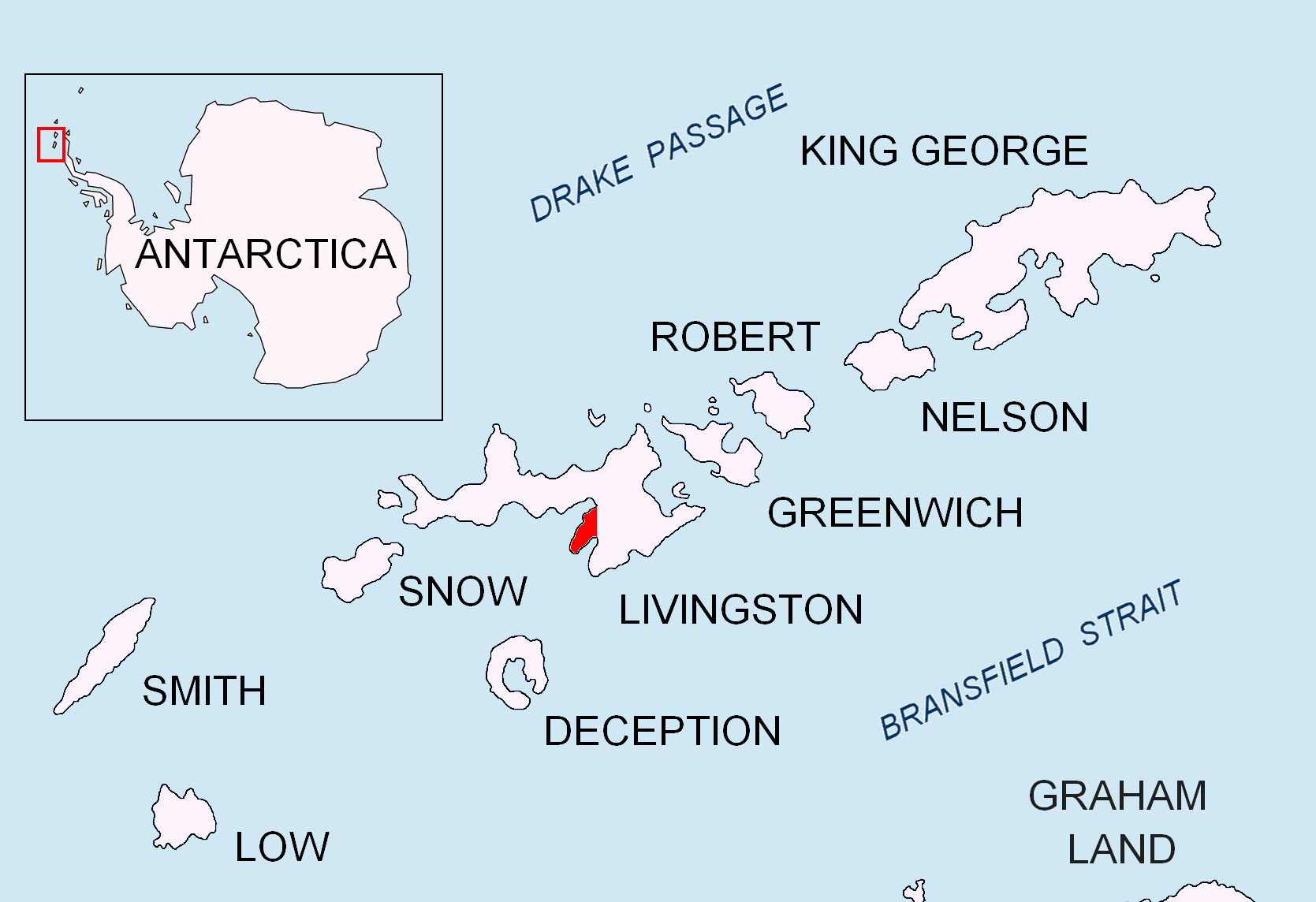

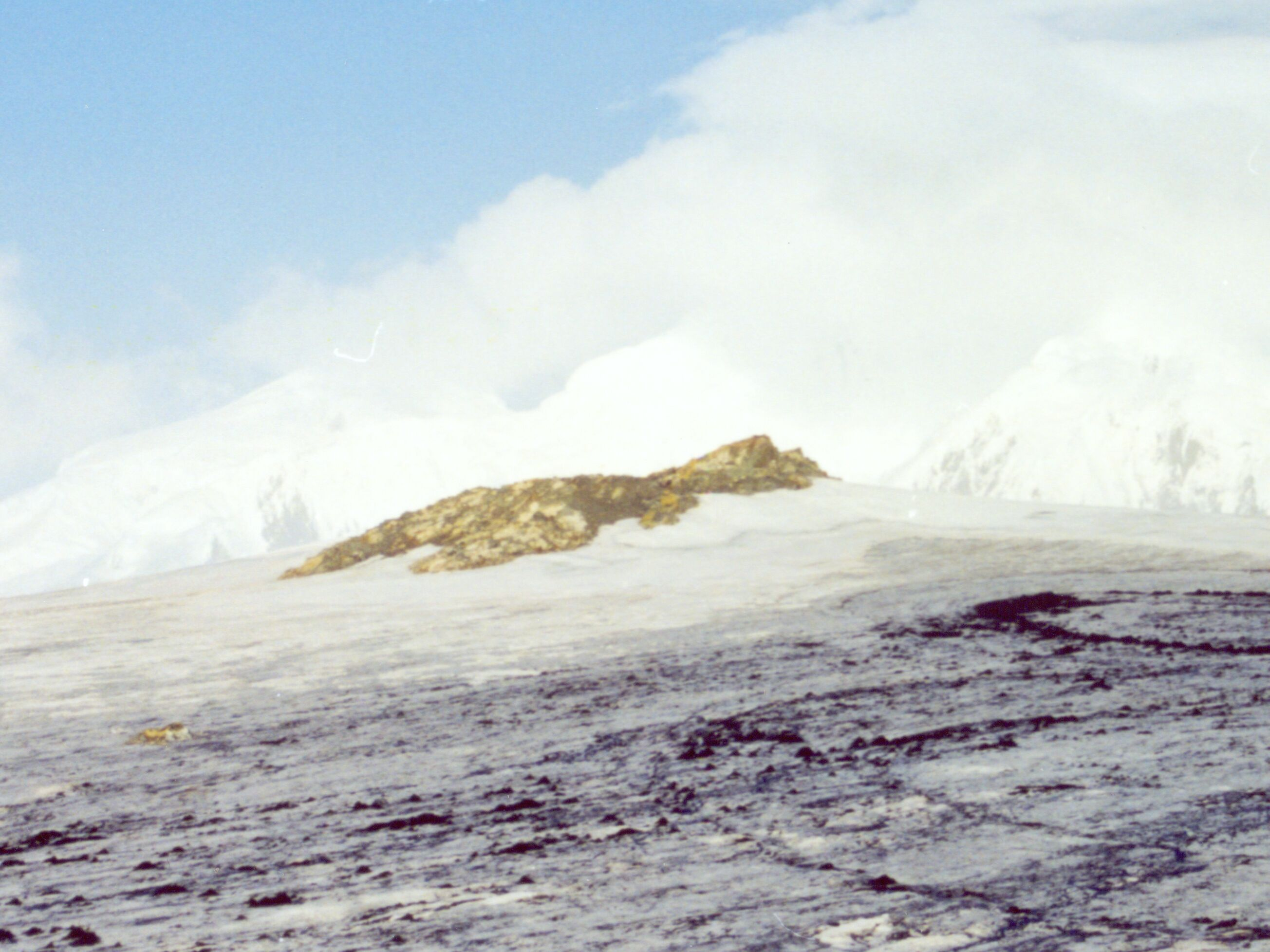

克魯姆岩是南極洲的山峰，位於南設得蘭群島的利文斯頓島東部，處於大西洋會嶺以東1公里、錫內莫雷茨山東南面1.2公里、卡斯蒂略冰原島峰西北面2.8公里和查魯雅嶺東北面1公里。

## 外部連結
- SCAR Composite Antarctic Gazetteer（页面存档备份，存于）